# Mpemba-effekten
Mpemba-effekten betegner det fænomen, at varmt vand under visse omstændigheder fryser hurtigere end koldt vand.
Effekten er opkaldt efter dens genopdager, en tanzaniansk gymnasieelev, Erasto B. Mpemba. Han observerede første gang fænomenet i 1963 og publicerede i 1969 eksperimentelle resultater sammen med Dennis G. Osborne. 
Fænomenet var tidligere blevet observeret af Aristoteles, Francis Bacon og René Descartes.